# 蔡僖侯
蔡僖侯（？—前761年），姬姓，名所事，為春秋諸侯國蔡國君主之一，他為蔡夷侯兒子，承襲蔡夷侯擔任該國君主，在位期間為前809年—前761年，共48年。